# Religia babilońska

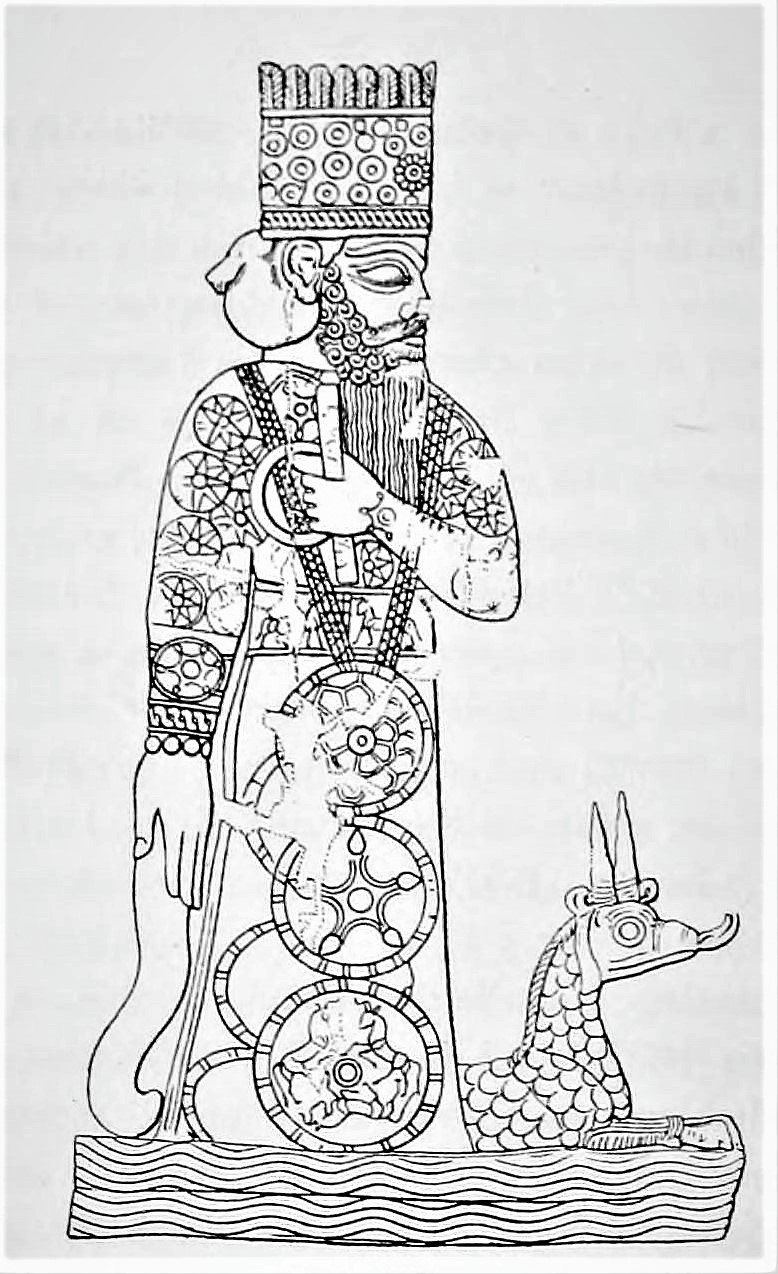
Marduk

Religia babilońska – system wierzeń mieszkańców Babilonii. Religia babilońska sięgała swoim rodowodem wierzeń okresu sumeryjskiego, wzbogaconych o elementy koczowników semickich, którzy na początku drugiego tysiąclecia p.n.e. przyczynili się do powstania w południowo-zachodniej Mezopotamii scentralizowanego państwa ze stolicą w Babilonie. W ciągu okresów rozwoju i upadków państwa religia babilońska ewoluowała z wierzeń prymitywnych, których głównym elementem był kult płodności, do religii rangi państwowej. Charakteryzowała się politeizmem. Naczelnym bóstwem narodowego panteonu babilońskiego od drugiej połowy pierwszego tysiąclecia p.n.e. był Marduk. Wierzenia Babilończyków oddziaływały na ościenne organizmy państwowe.

## Źródła do badań
Większość materiałów do badań nad religią babilońską stanowią teksty, zapisane pismem klinowym, odnalezione podczas wykopalisk archeologicznych, zapoczątkowanych w XIX wieku. Należą do nich eposy, mity i legendy, zaklęcia i wróżby, hymny i modlitwy, egzorcyzmy, opisy rytuałów i wykazy bóstw. Ponadto zachowały się wzmianki w źródłach klasycznych, jak na przykład, fragmenty dzieł w języku greckim kapłana babilońskiego Berossosa z przełomu IV i III wieku p.n.e. Źródłami pośrednimi są dokumenty życia codziennego, jak na przykład, umowy handlowe, zawierające wzmianki o towarach, dostarczanych na potrzeby kultu, czy spisy imion, z których można wyodrębnić element teoforyczny, a na tej podstawie określić stopień popularności bóstwa w danym czasie czy regionie.
Dostępne źródła na tabliczkach glinianych zapisane były w większości w języku sumeryjskim i akadyjskim. Rzadziej występują teksty w hetyckim i huryckim, które stanowią źródło do badań nad wpływami religii babilońskiej.

## Charakter religii
Religia babilońska miała charakter politeistyczny z elementami kultu płodności, henoteizmu i monolatrii, dostrzegalne w hymnach i modlitwach: oddawano cześć poszczególnym częściom ciała boskiego lub dokonywano synkretyzacji bogów w kilkutysięcznym panteonie babilońskim.
Istniała teoria, że religia ma azjatycki rodowód, ponieważ wyewoluowała z religii sumeryjskiej. Za tym poglądem przemawiał też fakt dość późnego pojawienia się Semitów w południowej Mezopotamii. Bardziej rozpowszechnioną teorią jest jednak semicki charakter religii babilońskiej. Miała pewne elementy religii semickich, podobne do wierzeń Hebrajczyków sprzed ustanowienia Prawa przez Mojżesza oraz Arabów sprzed czasów Mahometa. Do tych charakterystycznych cech należały szczególna rola króla w społeczeństwie, obchodzenie święta Nowego Roku oraz kult płodności.
W kwestii wpływu na człowieka religia babilońska miała charakter religii animistycznej. Świat otaczającej go natury był pełny bogów i demonów (np.: ogień, woda), a za każde przewinienie lub zaniedbanie człowiek płacił określoną cenę (np.: choroba, śmierć). 

## Moralność Babilończyków
Nie zachowały się żadne źródła na temat poglądów Babilończyków na moralność. Wnioski o tym, co uważali oni za dobre i złe zostały wysnute drogą egzegezy opartej na dostępnych tekstach. Znany jest natomiast stosunek bóstw do grzechów oraz pouczenia o tym, że wymienione w nich występki są wstrętne bogom.
W starszym stadium rozwoju religii babilońskiej prawdopodobnie uważano, że dobrem jest czyn pochwalany przez bóstwo, złem – potępiany przez nie. Ta koncepcja została zawarta w Poemacie o cierpiącym sprawiedliwym. Wraz z powstaniem jednolitego organizmu państwowego w panteonie babilońskim pojawiły się bóstwa sprawujące opiekę nad prawem i sprawiedliwością – Kittu i Meszara.

## Istoty nadprzyrodzone

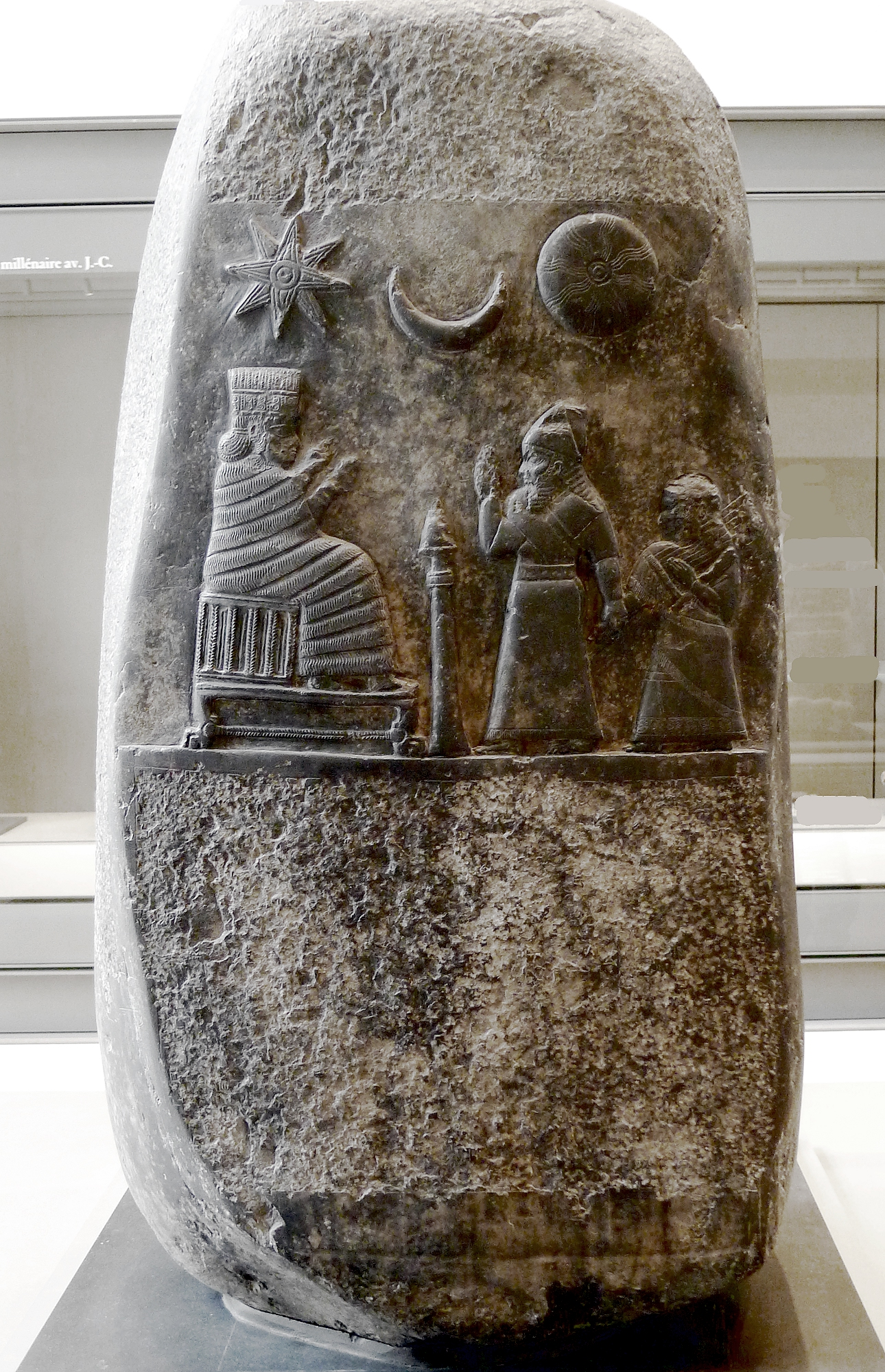
Kudurru Meli-Szipaka, przedstawiające siedzącego na tronie Sina oraz symbole Szamasza (słońce), Sina (księżyc) i Isztar (gwiazda)

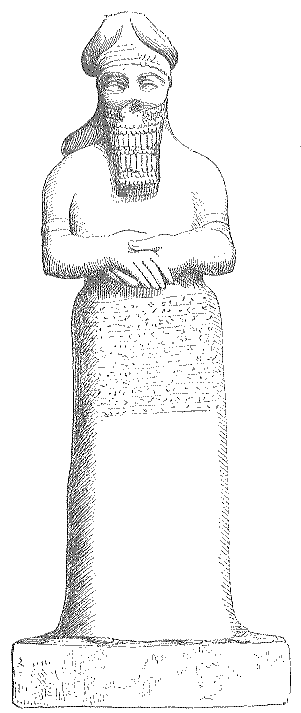
Nebo

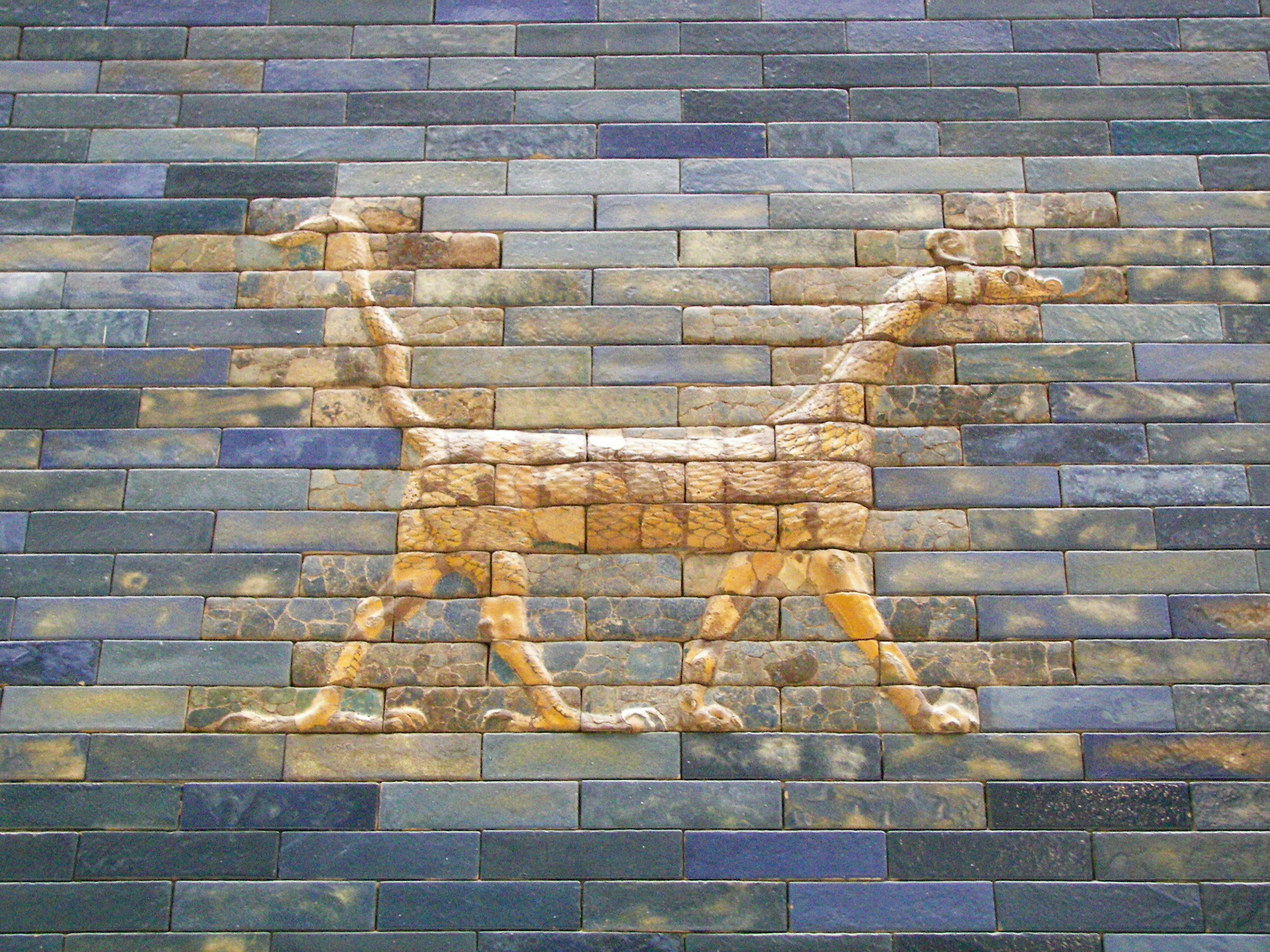
Muszhuszu, relief z Bramy Isztar

Panteon bóstw babilońskich był obszerny. Postawę dla jego rozwoju stworzyły wierzenia epoki sumeryjskiej. Choć Sumerowie wypracowali ogólną jednolitość swojego panteonu, w szczegółach dostrzegalne były różnice lokalne. Wynikały one z potrzeb miast z własnymi bóstwami opiekuńczymi, niemniej jednak miejscowe panteony i kulty mieszały się i ewoluowały. Po wzbogaceniu wierzeń sumeryjskich przez religie semickie liczba bóstw uległa powiększeniu, gdyż najeźdźcy przyswoili sobie bóstwa sumeryjskie, tłumacząc ich imiona na języki semickie i włączając je do własnego panteonu. 
Nie zachowały się źródła, które umożliwiałyby jednoznaczne odtworzenie charakterów poszczególnych bóstw babilońskich, ich koligacji rodzinnych i osobowości. Wnioski na ten temat opierają się na zachowanych utworach literackich, które jednak nie przekazują jednolitych informacji. Opowieści były tworzone na potrzeby przekazania zasad religijnych, dlatego zawarte w nich informacje często są sprzeczne z innymi przekazami.

### Bogowie
Najstarszą metrykę w religii babilońskiej miał prawdopodobnie El, stojący na czele panteonu. Jego imię przetrwało w tytulaturze młodszych bóstw. W okresie formowania się państwa pojawiły się charakterystyczne dla religii semickich triady bóstw. Najwyższą rangą triadą byli związani ze sferą życia
1. Anu – ojciec bogini ziemi Bau i wszystkich bogów;
2. Bel – bóg ziemi – rządził życiem, śmiercią oraz panował nad demonami. Królowie babilońscy zawdzięczali mu ustanowienie władzy;
3. Ea – bóg świata podziemnego, mądrości, źródeł wody i płodności – był twórcą życia.

Bogowie Anu i Bel byli zbyt oddaleni od spraw na ziemi, by ingerować bezpośrednio w sprawy ludzkie. Szacunek do nich był wyrażany poprzez umieszczanie ich imion przed imionami pozostałych bogów. Obecność Anu i Bela przejawiała się za pośrednictwem innych wielkich bóstw, w szczególności przez Sina i Isztar. Jedynie Ea z tej triady zachował w babilońskim kulcie religijnym swoją pozycję najwyższego boga i twórcy. 
Drugą triadę stanowili:
1. Sin – bóg księżyca, kalendarza księżycowego i nocy, decydujący o wzrastaniu roślin i pomnożeniu stad. Podatny był na ataki demonów, które powodowały zaćmienie księżyca. Z rąk wrogów wybawiał go Marduk;
2. Szamasz – wszechwidzący bóg słońca, opiekun sprawiedliwości, sędzia i postrach złych duchów.
3. bóstwo, którego imię zapisywane było niewymawialnym monogramem, z czasem jego miejsce w triadzie zajmowali w zależności od koncepcji teologicznej:
  1. Isztar – bogini płodności, miłości cielesnej i wojny. Była jedynym najwyższym bóstwem żeńskim i dlatego łączyła w sobie charaktery innych bogiń. Z czasem jej imię zaczęło używać na określenie „bogini”.
  2. Raman – bóg pogody i zjawisk atmosferycznych.

Gdy w Mezopotamii pojawiła się tendencja do tworzenia scentralizowanych państw narodowych, powstała potrzeba ustanowienia jednego boga naczelnego. Tytuł ten w okresie panowania Hammurabiego nadano Mardukowi, który poprzednio nie należał do żadnej triady bóstw najwyższych. Nazwano go królem wszystkich bogów i stworzycielem świata. 
Na panteonie, oprócz bóstw najważniejszych, zasiadały także mniejsze bóstwa, zajmujące wysoką pozycję w lokalnych wierzeniach. Liczba bóstw babilońskich wynosiła kilka tysięcy, jednak wymienianych z imienia podczas kultu było niewielu:
- Gibil – syn Bela, bóg ognia w każdej postaci. Jako bóg ziemskiego ognia patronował kowalom i jubilerom oraz ognisku domowemu.
- Nusku – bóg ognia, patron świątyń, posłaniec bogów, wtajemniczony w ich sekrety. Miał wiele wspólnych przymiotów z Gibilem, jednak w odróżnieniu od niego opiekował się ogniem na ołtarzach.
- Nergal – bóg niszczącego światła słonecznego i pan królestwa zmarłych, niekiedy przypisywano mu atrybuty Gibila.
- Nin – bóg słońca, wojny i zaświatów,
- Nebo – syn Marduka, bóg opadów, kapłanów, sztuki pisania i wzrastania ziarna. Początkowo był bogiem wszechświata. W jego działalności było wiele cech wspólnych z ojcem: nadawanie władzy królom, ustanawianie kolejności objęcia władzy, posiadanie wiedzy magicznej, umiejętność wskrzeszania zmarłych. Pozycja Nebo znacznie wzrosła w okresie chaldejskim, gdy polityczno-religijna pozycja kapłanów znacznie wzrosła.
- Ninib – słoneczny bóg-wojownik rolnictwa, sędzia ludzkości. Przeprowadzał słońce przez królestwo Ea, gdy na ziemi panowała noc. Łączył w sobie przymioty kilku innych bóstw babilońskich. Obdarzano go tytułami Marduka, przypisywano mu sferę aktywności Ea, nazywany był pierworodnym Bela i panował nad chmurami burzowymi, podobnie jak Szamasz posyłał światło słoneczne na ziemię.
- Tamuz – bóg słońca wiosennego, umierający na skutek letnich upałów, jednak potęga królestwa zmarłych nie była w stanie go zatrzymać, gdyż był jego władcą, więc na wiosnę powracał do życia. Był małżonkiem Isztar w okresie jej młodości i niewinności.

W przypadku bóstw żeńskich w religii babilońskiej uwidaczniało się zjawisko henoteizmu. Bez względu na to, którą boginię w jakimkolwiek hymnie wychwalano, otrzymywała ona tytuł Belit – królowa wszystkich bogów, pani nieba i ziemi. W przypadku ich kultu jako opiekunek życia oraz narodzin nadawano im imiona Erua i Serua. Bóstwa żeńskie wymieniane były przeważnie przy imionach swoich małżonków w tekstach magicznych. Boginie, które w większości w czasach sumeryjskich patronowały płodności, w okresie babilońskim praktycznie utraciły swoje znaczenie. Wyjątek stanowiły nieliczne bóstwa, związane z utrwalonymi w społeczeństwie tradycjami religijnymi:
- Gula – małżonka Niniba, bogini lecznictwa, pani życia i śmierci.
- Nana – opiekunka Uruk z czasów sumeryjskich. Z czasem jej przymiotami obdarzono Isztar.
- Allatu – bogini świata podziemnego.

Do mniej znacznych należeli bóstwa, określane nazwami zbiorczymi Igigi i Anunnaki. Byli to wysłannicy i pomocnicy wielkich bóstw, choć we wcześniejszym okresie mianem Anunnaki określano także potomków Anu – wielkich bogów. 

### Demonologia
Babilończycy wierzyli w złe i dobre duchy. Do złych istot nadnaturalnych należały liczne demony, które szkodziły zarówno ludziom, jak i bogom. Były to przeważnie dzieci Anu. Pierwotnie występowały jako Siódemka lub złe utukku. Z czasem ich liczba uległa powiększeniu. Do grona złych demonów należały także: Lamasztu, która wyrządzała zło kobietom w połogu i karmiącym matkom, wykradając im dzieci, Namtaru, będący demonem zarazy na usługach Nergala, Rabisu, który czaił się na ofiary w przejściach i kątach domowych, Lilitu, nawiedzająca we śnie mężczyzn, z którymi płodziła alu i gallu – krwiożercze potwory bez twarzy czyhające na śmierć swoich ojców.
Złe duchy utrudniały codzienne życie. W religii babilońskiej były to dusze zmarłych gwałtowną śmiercią oraz na skutek poniesionej kary za złamanie tabu lub niepogrzebanych zgodnie ze zwyczajami. W postaci złośliwych duchów sprowadzają nieszczęścia na żyjących. Aby je unieszkodliwić, stosowano określone rytuały i odmawiano stosowne zaklęcia. 
Do dobrych duchów zaliczano życzliwe utukku, szedu i lamassu. W postaci ustawianych przy drzwiach lub zakopywanych pod progami posążków chroniły domy. Miały postacie ludzkie, ludzkie z elementami zwierzęcymi (łuski, skrzydła, głowa ptaka) lub jako mityczne stwory, na przykład, muszhuszu – czerwony smok o ciele psa oraz głowie i ogonie węża.

## Kult

### Ofiary
Według wierzeń Babilończyków składana na ołtarzu ofiara stanowiła posiłek dla boga i jego gości na uczcie: innych bóstw, duchów zmarłych, królów, kapłanów lub wiernych. Bóstwo spożywało regularne posiłki kilka razy dziennie. Niektóre produkty były zabronione dla jednych bóstw, zaś dozwolone dla innych. Przed ołtarze przynoszono wykwintne potrawy najlepszego gatunku: chleb, sztuki z trzód, drób, ryby, oliwa, bawole masło, mleko, sól, piwo, wino, miód pitny, miód, jarzyny, daktyle, figi, cytrusy. Każdy rodzaj ofiary miał swoją nazwę:
- sattukku (ginu) – ofiary codzienne,
- guqqu – ofiara comiesięczna,
- nindabu – ofiara z roślin,
- niqu – wylewanie na ołtarz krwi ze zwierzęcia ofiarnego[9].

### Libacja
Libacja w religii babilońskiej nie uchodziła za ofiarę. Polegała na wylewaniu na cześć bóstwa napoju, który nie był przyniesiony w charakterze ofiary. Rozróżniano kilka rodzajów libacji. Płyn wylewano do naczynia nad ołtarzem, na ofiarę, na ziemię bądź na zabite zwierzę. W najstarszym etapie rozwoju religii babilońskiej dokonujący libacji kapłan występował nago, z czasem ten zwyczaj zanikł.

### Obrzędy magiczne
Babilończycy wierzyli w dobrotliwą moc duchów opiekuńczych i złą moc demonów. Aby uchronić się przed szkodliwym działaniem demonów, stosowali różnorodne oczyszczające rytuały magiczne. Jednym z nich było okadzanie dymem z cyprysów i cedrów. Z innej strony według wierzeń babilońskich bóstwa uwielbiali zapach kadzidła, więc w ten sposób kapłani wyświadczali im przysługę. Obrzędy magiczne w postaci zaklęć i egzorcyzmów miały za zadanie unicestwienie działania demona. Pomocną bronią były liczne amulety.

### Święta
Każde bóstwo babilońskie miało ustanowiony dzień, w którym obchodziło swoje święto. Najważniejszym dniem w roku był jego początek przypadający na miesiąc niszan. Pierwotnie naturalistyczne święto przekształciło się z czasem w ogólnopaństwowe i połączone zostało z obchodami święta Marduka. Najdonioślejsze uroczystości odprawiano w Babilonie, w mniejszych miastach miejsce Marduka zastępowało lokalne bóstwo opiekuńcze.

## Świątynie

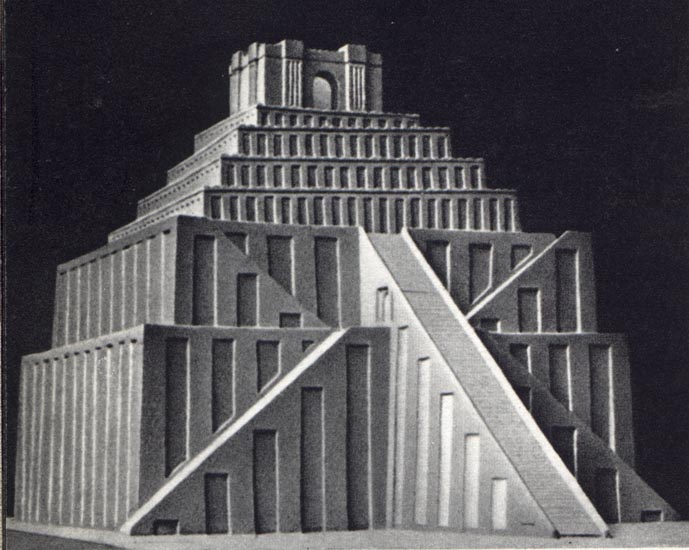
Rekonstrukcja zigguratu E-temenanki

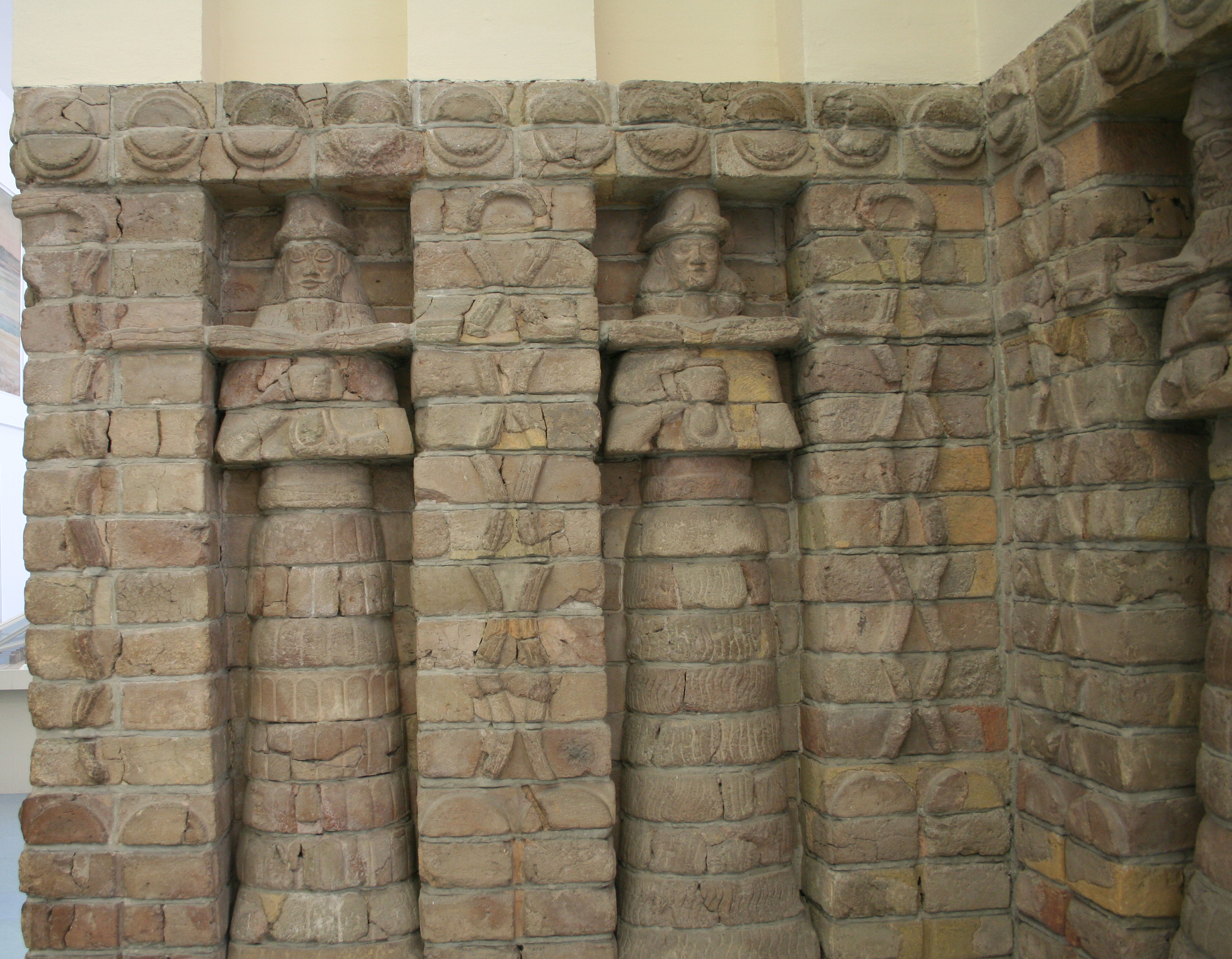
Fasada świątyni Inany w Uruk z posągami bóstw

Większość czynności obrzędowych dokonywano w świątyniach. Początkowo święte miejsce stanowiła niewielka kaplica, by w okresie późniejszym rozwinąć się w całe okręgi świątynne. Zgodnie ze zwyczajami świątynie babilońskie były orientowane na półstrony świata. Wyróżnia się trzy typy świątyń babilońskich. Świątynie typu archaicznego wzorowano na sumeryjskich miejscach kultu. Budowane były na planie prostokąta, a podwyższenie dla posągu bóstwa znajdowało się na jednym jej końcu. Typ syryjski był podobny do sumeryjskiego z tą różnicą, że podium dla bóstwa i wejście do świątyni znajdowały się naprzeciw siebie na krótkich bokach prostokąta. Ołtarz ofiarny mieścił się na zewnątrz frontem do drzwi. Trzeci typ reprezentowały kompleksy świątynne, w których skład wchodziły poza świątynią dziedziniec, brama i pozostałe zabudowania kultowe, gospodarcze, mieszkalne i obronne.
Najświętszą częścią kompleksu świątynnego był ziggurat, którego wysokość wahała się w zależności od miasta od trzech do siedmiu kondygnacji. Góra ziguratu była zwieńczona kaplicą z posągiem bóstwa. U podstawy wieży mieściła się zazwyczaj świątynia z ołtarzem głównego boga i kilkoma kapliczkami w nawach innych czczonych w danej miejscowości bóstw. Centralną częścią świątyni stanowiła podłużna nawa z niszą, w której umieszczano (być może za kotarą) posąg lub symbol boga. 
Przed świątynią znajdował się dziedziniec, na którym mogli się gromadzić wierni. W obrębie kompleksu świątynnego znajdowały się pomieszczenia na magazynowanie przedmiotów, niezbędnych do sprawowania kultu, warsztaty kapłanów-rzemieślników, mieszkalne pomieszczenia kapłanów oraz wydzielone obszary dla gagu – mieszkań kapłanek i bit asztami – lupanaru. Osobny obszar zajmowały spichlerze i składy.

## Administracja świątynna
Geneza administracji świątynnej państwa babilońskiego sięgała czasów sumeryjskich. Namiestnikiem najwyższego boga na ziemi był lugal – świecki władca państwa, zajmujący również wysoką pozycję w kulcie religijnym. Przedstawicielem lugala w świątyni był kapłan, który zarządzał kultem i działalnością świątyni. Z czasem aparat administracyjny świątyni uległ rozwojowi: powiększyła się liczba kapłanów z podziałem na poszczególne funkcje. Do obsługi warstwy kapłańskiej przy świątyniach trzymano liczny personel. 

### Kapłani
- Erib-biti (odwiedzający świątynię) miał wstęp we wszystkie obszary świątyni. Niekiedy erib-biti nazywano wszystkich kapłanów z określonej świątyni, a w okresie nowobabilońskim – kapłanów niższej rangi, pomocnych przy zwykłych obrzędach i towarzyszących wyższym hierarchom.
- Maszmaszu – egzorcysta i zaklinacz, zajmował się również przygotowaniem i oczyszczaniem świątyni przed składaniem ofiar.
- Aszipu był pomocnikiem maszmaszu.
- Kalû – egzorcysta, który przy pomocy muzyki koił gniew bogów.
- Nāru – uczestnik chóru, który wspierał kalû podczas jego rytuałów.
- Szesz-gallu zarządzał odprawianiem rytuałów, celebrował akitu i przekazywał królowi insygnia władzy.
- Szangu składał ofiarę.
- Szangamachchu był przełożonym szangu.
- Mariummani (rzemieślnik) był odpowiedzialny za szykownie wizerunków na czas rytuałów.
- Nasz-patri (noszący miecz) zarzynał zwierzęta ofiarne, a podczas niektórych rytuałów dokonywał dekapitacji wizerunków.
- Ramku odpowiadał za ablucję, dokonywaną w Bit-rimki – domu ablucji.
- Pasziszu udzielał namaszczenia.
- Barû (obserwator) posiadał umiejętność interpretowania znaków. Wróżył zazwyczaj metodą lekanomancji, mając do dyspozycji puchar makeltu. W przypadku spraw wagi państwowej stosował hepatoskopię, wierząc, że w trakcie składania ofiary bóstwo wypisywało na wątrobie zwierzęcia swoją wolę. Barû mógł towarzyszyć wojsku podczas wojny.
- Sza'ilu interpretował sny prawdopodobnie metodą obserwacji unoszącego z kadzidła dymu.

### Kapłanki
- Entu (żona boga) – pochodząca z najwyższej warstwy społecznej kapłanka-dziewica o najwyższej randze. Mieszkała na obszarze świątynnym nazywanym giparu (egipar) – dawną rezydencją ena. Urząd entu zanikł w po upadku państwa starobabilońskiego.
- Ugbabdu pełniła podobne funkcje, co entu, jednak z pochodzenia stała niżej od arcykapłanki.
- Naditu (natitu) zbliżona pod względem funkcji kapłańskich do entu, w odróżnieniu od której mogła posiadać małżonka, ale nie wolno jej było rodzić dzieci.
- Sza'iltu była żeńskim odpowiednikiem sza'ilu, jednak w odróżnieniu od niego prawdopodobnie działała poza murami świątyni.

### Służba świątynna
- Kurgarru, assinnu (issinnu) byli prawdopodobnie eunuchami, którzy brali udział w obrzędowych przedstawieniach, odgrywając swoje role w kobiecych ubraniach.
- Qadisztu – prostytutki sakralne[15].

## Literatura
- Pinches Th.G, Religia Babilonii i Asyrii, tł. i kom. W. Kosior, Katowice 2015/London 1906.